# Eric Adams (músico)
Eric Adams (Auburn, Nueva York, 12 de julio de 1952) (nacido Louis Marullo) es un cantante estadounidense de heavy metal, conocido por ser el cantante del grupo Manowar desde su creación en 1980.

## Biografía
Eric Adams nació en Auburn, en el seno de una familia italiana. En 1980 fue invitado a entrar a Manowar por su amigo de la infancia Joey DeMaio, quien era el bajista del grupo. Ambos permanecieron en la banda desde su inicio hasta la actualidad. 
El nombre artístico "Eric Adams" lo formó combinando los nombres de sus hijos, Adam y Eric Marullo.
En 2003 grabó Where the Eagles Fly con la mundialmente conocida cantante Sarah Brightman; Esta canción estaba inicialmente programada para incluirse en el álbum Harem (álbum) de ésta cantante; pero finalmente se decidió dejarla fuera de la producción por razones desconocidas.

## Discografía
- Battle Hymns (1982)
- Into Glory Ride (1983)
- Hail To England (1984)
- Sign Of The Hammer (1984)
- Fighting The World (1987)
- Kings of Metal (1988)
- The Triumph Of Steel (1992)
- Louder Than Hell (1996)
- Warriors Of The World (2002)
- Gods of War (2007)
- The Lord Of Steel (2012)

- Datos: Q353800
- Multimedia: Eric Adams / Q353800